# 리아 킬스테트
리아 킬스테트(Rya Kihlstedt, 1970년 7월 23일 ~ )는 미국의 배우이다. 대표작으로 《나 홀로 집에 3》(1997, 도둑 역), 《식인 인어》(2001) 등이 있다. 1970년 펜실베이니아주 랭커스터에서 태어났으며, 1991년 스키드모어 칼리지를 졸업했다.

## 출연

### 영화
- 아틱 블루 (1993)
- 나 홀로 집에 3 (1997) - 앨리스 리번스 역
- 제이디드 (1998, Jaded)
- 딥 임팩트 (1998) - 클로이 러너 역
- 식인 인어 (2001)
- 위민 인 트러블 (2009, Women in Trouble)
- 파이널 데스티네이션 블러드라인 (2025) - 달린 루이스 역

### 텔레비전
- 덱스터 (2011)
- 내슈빌 (2012-13)
- 히어로즈 리본 (2015-16)
- 오비완 케노비 (2022) - 네 번째 자매 역